# Federação do Guanais

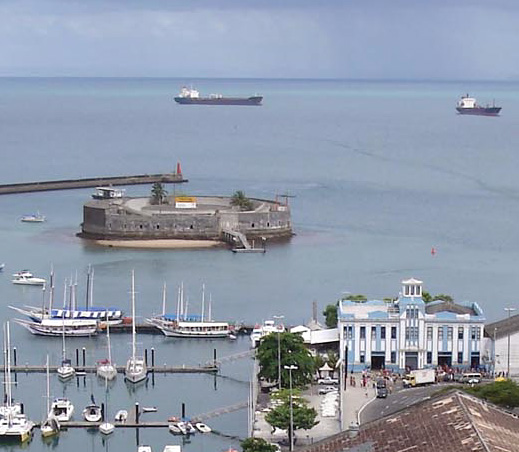
Forte de São Marcelo, onde Guanais Mineiro levantou a bandeira da revolta após sublevar a guarnição.

A Federação do Guanais (também chamada Revolta do Guanais ou Revolução Federalista) foi uma revolução nativista ocorrida na Bahia, no ano de 1832, nas vilas de São Félix e Cachoeira, com pequena recidiva em 1833, constituindo-se um dos germes que provocaram a revolta maior de 1837, conhecida por Sabinada.

## Raízes do Movimento
Existia na Bahia um sólido desejo autonomista e republicano, presentes ainda no século XVIII, com a Conjuração Baiana. A partir deste movimento inicial, o ideário voltou a eclodir em revoltas e serviu de mote para congregar o povo da Bahia na luta pela Independência que, no Estado, iniciou-se antes mesmo da proclamação oficial, em 1822, e terminando somente a 2 de julho de 1823.
A situação do Brasil, após a sua emancipação, continuava indefinida, com várias correntes de ideais almejando maiores transformações, agravadas sobretudo pela solução encontrada com a abdicação de D. Pedro I em favor de seu filho, ainda menor.
No Recôncavo Baiano fervilhavam os conciliábulos, as associações de cunho secreto projetavam levantes e revoltas, que a Corte combatia através da promoção de eventuais líderes a postos no interior remoto. Em Salvador o nativismo provocara agitações em 1831 nos meses de abril, maio, agosto e outubro com a ideia de deportação dos portugueses e evidenciando o espírito federalista.
Durante a Regência Trina Permanente, vários movimentos revoltosos e revolucionários ocorreram (Classificados, na historiografia, sob o título genérico de “movimentos nativistas”), e um deles veio finalmente a eclodir na Bahia, em 1832.

## Uma breve República

Representação da bandeira federalista, erguida no Forte do Mar.

A partir da Vila de São Félix, no Recôncavo Baiano, Bernardo Miguel Guanais Mineiro chefiou um violento movimento federalista que, em fevereiro de 1832, chegou a estabelecer um governo provisório.
Nove anos depois da Guerra de Independência da Bahia, as ideias republicanas e emancipacionistas que motivaram o povo baiano à luta fizeram os revolucionários acreditarem que era a hora de mudar o regime, então conturbado pela indefinição de como seria o Governo, ausente o Imperador.
Apesar do apoio que receberam por parte dos proprietários, ainda tomados pelo forte sentimento federalista, suas forças não puderam fazer frente à resistência do poder constituído.
A reação do governo foi capitaneada pelo Visconde de Pirajá. Após três dias de lutas, os revoltosos se rendem e seu chefe, Guanais Mineiro, é mandado preso para o Forte do Mar – verdadeiro bastião de forma circular erguido numa ilha artificial para a defesa do porto de Salvador.
Em 26 de abril de 1833, Guanais Mineiro consegue sublevar a fortificação onde estava confinado e, dali, bombardeia Salvador Erguem uma bandeira de três palas: branca, azul e branca e exigem, sem sucesso, a negociação.
Este último levante foi o “canto do cisne” do chefe revolucionário Guanais Mineiro que, dali, foi mandado para o sertão baiano onde, longe das inflamações da capital, encerrou seus dias, deixando grande descendência.

## O sentimento republicano
Apesar do fracasso desta iniciativa, os ideais republicanos continuariam vivos no povo baiano. Eclodiu, novamente, com a Sabinada e veio a ganhar corpo no final do 2º Reinado, sob os auspícios de líderes baianos como Rui Barbosa, Cezar Zama e muitos outros, até eclodir finalmente na Proclamação de 1889.

## Cronologia
As principais datas dos eventos protagonizados por Guanais Mineiro:
- 28 de outubro de 1831, no Campo Grande;
- 24 de fevereiro de 1832, na Vila de Cachoeira;
- Março de 1832, em Cachoeira e São Félix;
- 26 e 27 de abril de 1833, no Forte do Mar, em Salvador.